# Liste des phares aux Philippines

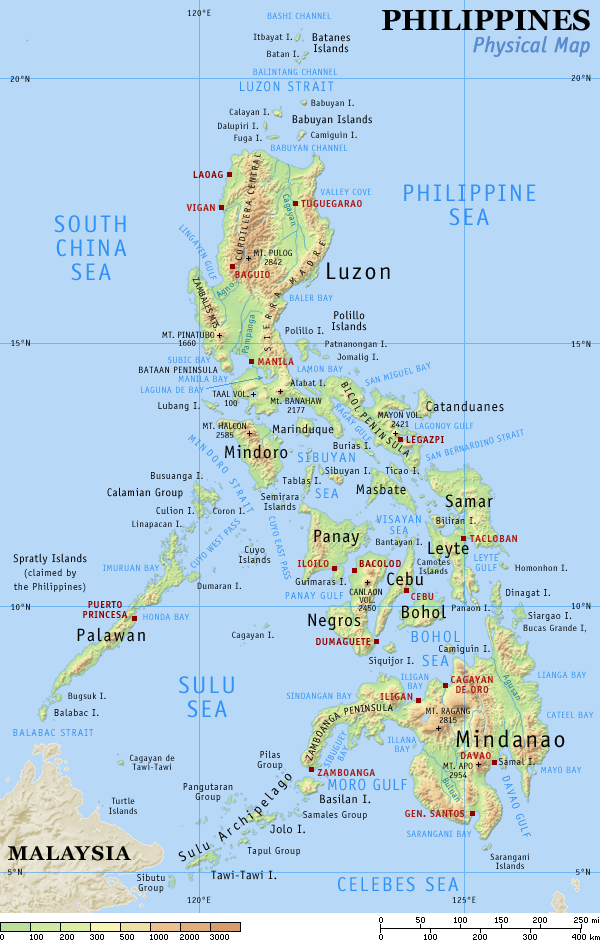
Cartographie des Philippines

Avec un archipel des Philippines comprenant plus de 7.100 îles sur une superficie de 300.000 km² , le pays possède le cinquième plus long littoral au monde. La côte des Philippines a une longueur totale de 36.289 km et est très irrégulière, avec de nombreuses baies, golfes et îlots.
Onze des plus grandes îles de l'archipel sont les principales îles et les principaux centres de population, avec dix de ses villes les plus peuplées situées le long de la côte. Environ 1.000 des petites îles sont également peuplées. Avec plus de 5.000 milles nautiques (environ 9.300 km) de routes côtières et de canaux tortueux, régulièrement empruntés par des navires faisant le commerce avec plus de 300 ports, la signalisation maritime comme les phares aident les navigateurs à éviter les dangereux récifs et des bancs de sable et les guident vers les ports.
Les grands navires internationaux comptent sur les phares pour les guider en toute sécurité hors de la mer et dans les eaux philippines. Une fois à l'intérieur des eaux philippines, les phares les aident à manœuvrer à travers ses étroits chenaux en signalant les passages sûrs et en dirigeant les navires vers leurs ports de destination. Indépendamment de l'avancement de la technologie et de l'utilisation de dispositifs de positionnement par satellite, les navigateurs comptent toujours sur ces phares pour une confirmation visuelle de leurs lectures électroniques.
La Garde côtière des Philippines  gère les aides à la navigation dans l'ensemble de l'archipel.

## Groupe d'îles deLuçon

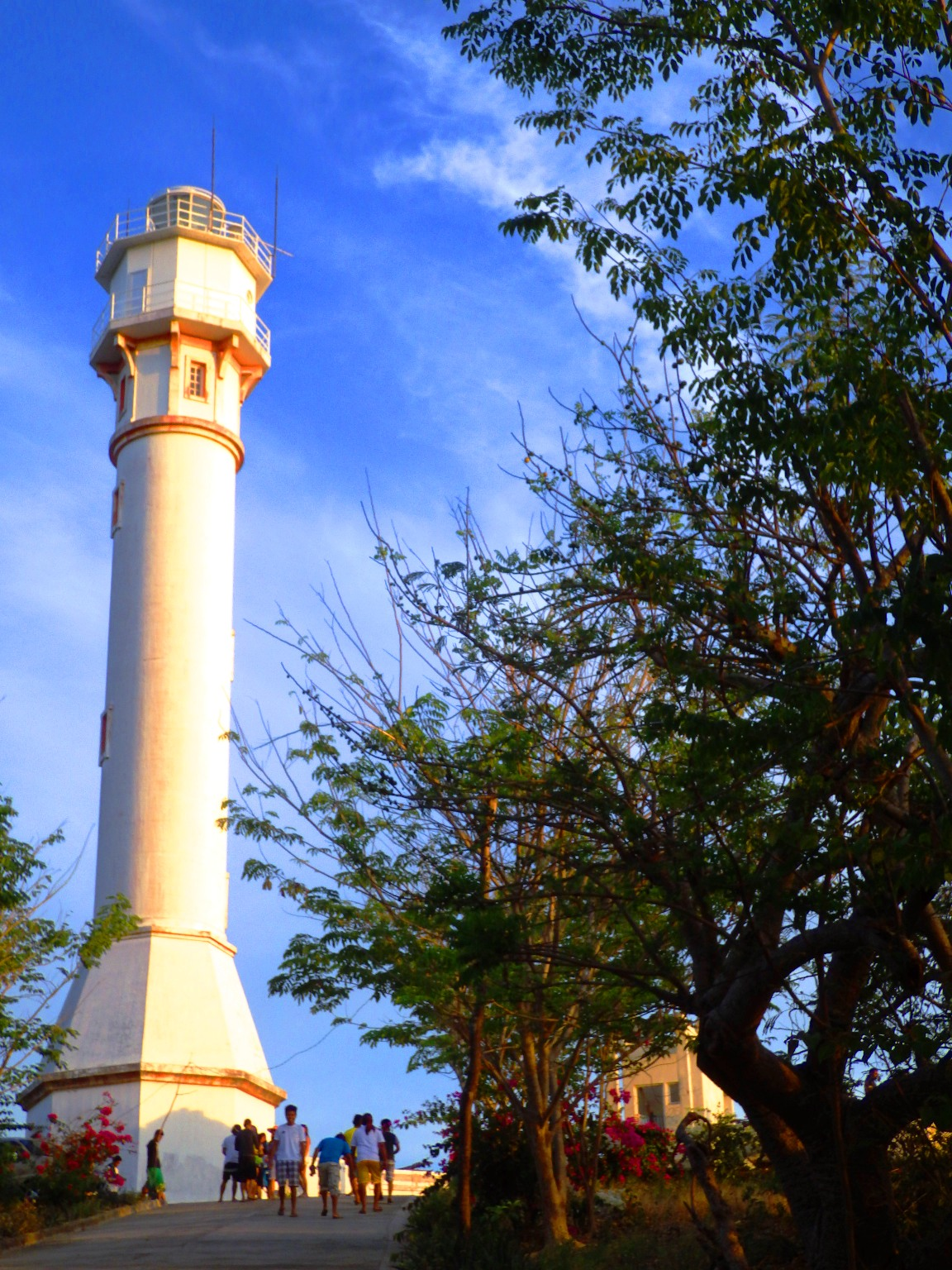
Phare du Cap Bolinao

### Région d'Ilocos
- Phare du Cap Bojeador (Ilocos Norte)
- Phare de San Fernando (La Union)
- Phare du Cap Bolinao (Pangasinan)

### Vallée de Cagayan
- Batanes :
  - Phare de Basco
- Cagayan :
  - Phare de Linao Point
  - Phare du Cap Engaño

### Luçon centrale
- Phare de l'île Capones (Zambales)

### Calabarzon

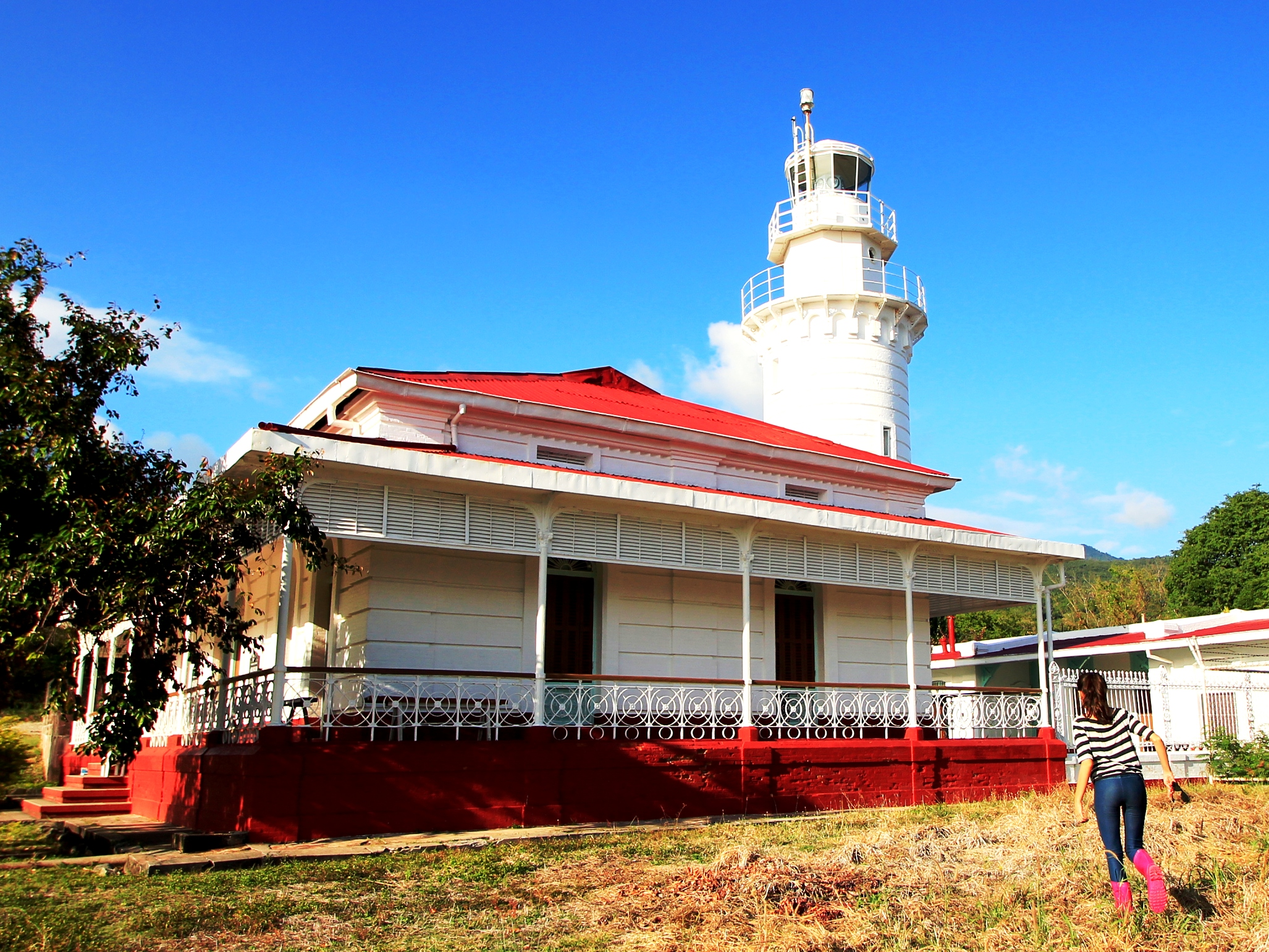
Phare du Cap Malbrigo

- Batangas :
  - Phare du Cap Santiago
  - Phare de Mabini
  - Phare du Cap Malabrigo
- Cavite :
  - Phare de Corregidor
  - Phare du Fort Drum
  - Phare de San Nicholas Shoals

### Mimaropa

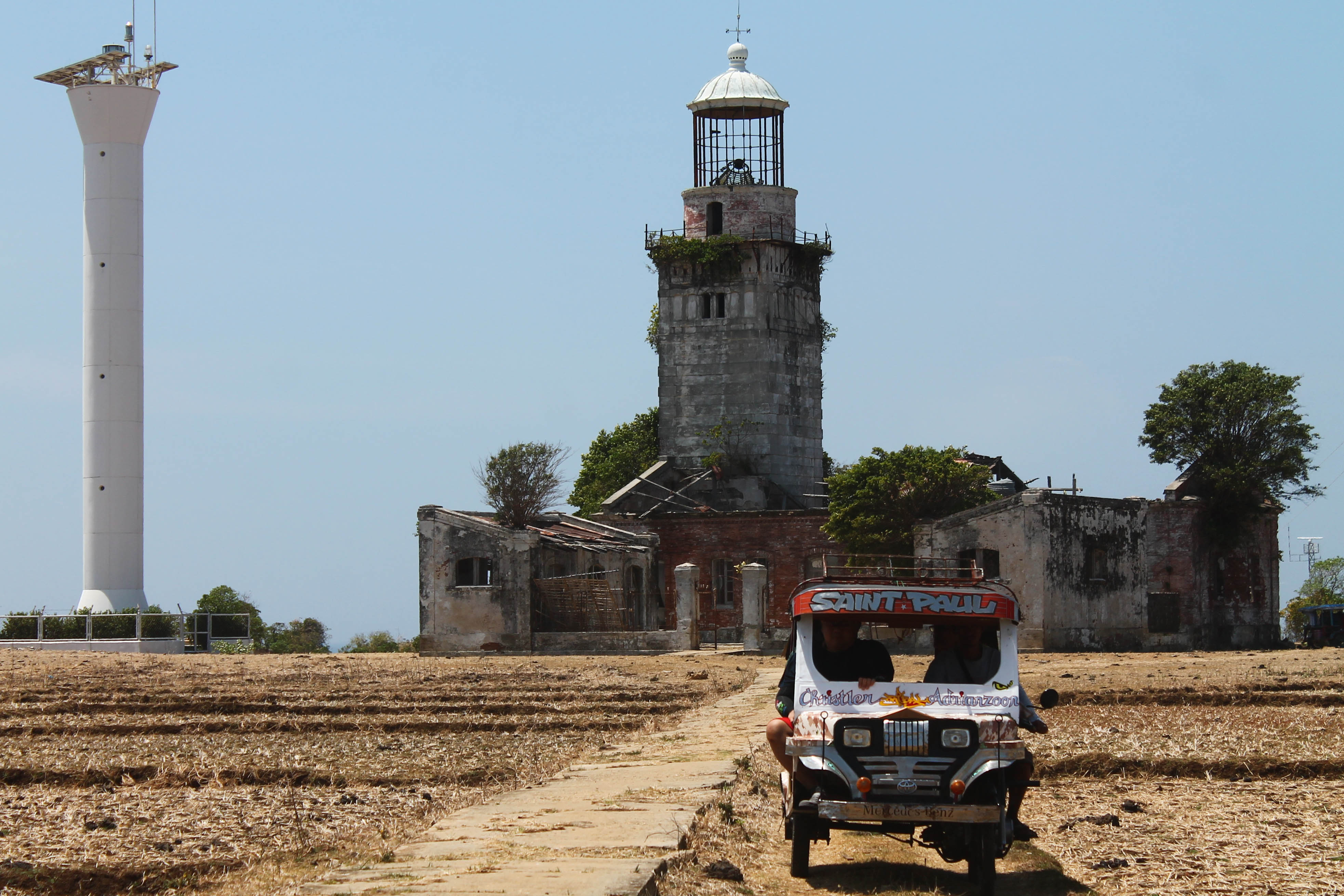
L'ancien et le nouveau phare de Cabra

- Mindoro occidental :
  - Phare du récif d'Apo
  - Phare de l'île Cabra
- Romblon :
  - Phare de Tablas
  - Phare de Sibuyan
- Palawan :
  - Phare du Cap Melville

### Région de Bicol
- Masbate :
  - Phare de Bugui Point
  - Phare de Jintotolo
- Sorsogon :
  - Phare de Bagatao

### Grand Manille
- Phare de la rivière Pasig

## Groupe d'îles desVisayas

### Visayas occidentales

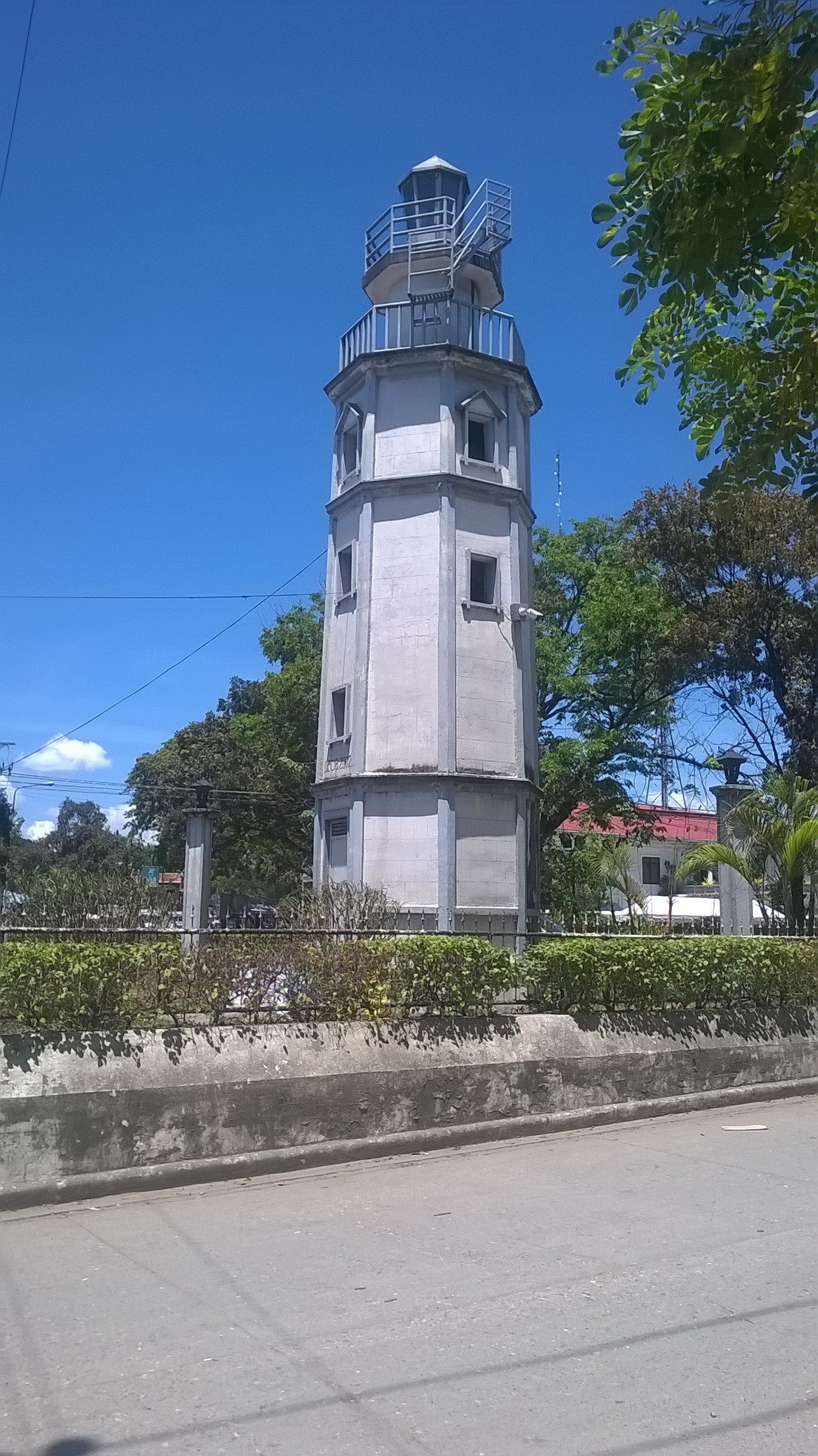
Phare de Bagacay

- Antique :
  - Phare de Maniguin
- Guimaras :
  - Phare de Guisi Point
  - Phare de Siete Pecados [2]
- Iloilo :
  - Phare de Manigonigo [3]
  - Phare de Baliguian
  -  Phare de Calabazas [4]
  - Phare de Gigantes

### Visayas centrales
- Cebu :
  - Phare de Pescador
  - Phare de Tanguingui
  - Phare de Capitancillo
  - Phare de Bagacay

### Visayas orientales
- Samar du Nord :
  - Phare de Batag (Inactif depuis 2006)
  - Phare de San Bernardino
  - Phare de Capul

## Groupe d'île deMindanao
- Phare de Sibago (Basilan)
- Phare de Sualag (Tawi-Tawi) [5]
- Phare de Laguindingan (Misamis oriental) [6]